# QGIS
QGIS е платформа за безплатна и отворена кодова информационна система за настолни компютри (GIS), която поддържа наблюдение, редактиране и други.
QGIS функционира като софтуер за географска информационна система (GIS), което позволява на потребителите да анализират и редактират пространствена информация.
Гари Шърман започна разработването в началото на 2002.
Като свободно софтуерно приложение под GNU GPL, QGIS може свободно да бъде променено, за да изпълнява различни или по-специализирани задачи.